# 1982 en jeu
Chronologie du jeu
- 1978
- 1979
- 1980
- 1981
- 1982
- 1983
- 1984
- 1985
- 1986

Cet article présente les faits marquants de l'année 1982 concernant le jeu.

## Évènements

### Compétitions
- 24 octobre : le Japonais Kunihiko Tanida remporte le VIe championnat du monde d’Othello à Stockholm.

## Économie du jeu
- L'éditeur Excelsior Publications rachète le journal Casus Belli à François Marcela-Froideval ; le journal en est alors à son no 10[1].

## Sorties
- Character Law, Iron Crown Enterprises : ouvrage de Rolemaster
- The Warlock of Firetop Mountain (Le Sorcier de la Montagne de feu), Steve Jackson et Ian Livingstone, Puffin Books (coll. Fighting Fantasy)